# Paroisse civile

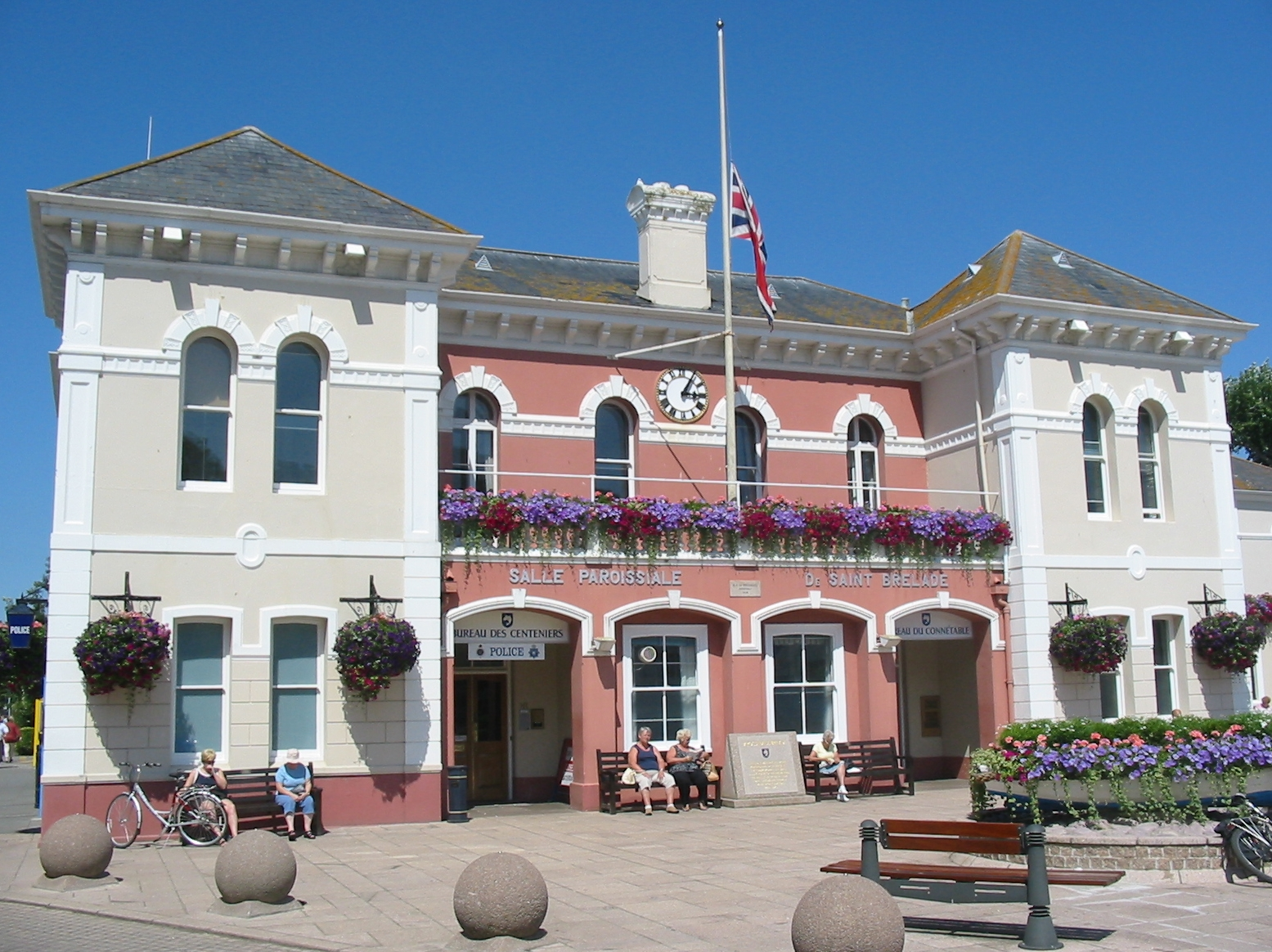
Salle paroissiale (mairie) de Saint-Brélade à Jersey.

Une paroisse civile est, dans plusieurs pays, États ou régions, une subdivision administrative, directement héritée de la paroisse religieuse.

## Paroisses civiles de différents pays ou régions

### Andorre
- Paroisses civiles d'Andorre ;

### Antigua-et-Barbuda
- Paroisses civiles d'Antigua-et-Barbuda ;

### Australie
- Paroisses civiles de l'État de Nouvelle-Galles du Sud ;

### Barbade
- Paroisses civiles de la Barbade ;

### Bermudes
- Paroisses civiles des Bermudes ;

### Canada
- Municipalités de paroisses au Québec (territoire d'une paroisse érigé en municipalité) ;
- Paroisses civiles de l'Île-du-Prince-Édouard
- Paroisses civiles du Nouveau-Brunswick ;

### Cap-Vert
- Paroisses civiles (freguesias) du Cap-Vert ;

### Dominique
- Paroisses civiles de la Dominique ;

### Équateur
La paroisse est la division administrative de plus bas niveau, assujettie au canton.

### Espagne
- Paroisses civiles des Asturies (voir la Catégorie:Paroisse dans les Asturies) ;
- Paroisses civiles de Galice ;

### États-Unis
- Paroisses civiles de Louisiane, aux États-Unis, où la paroisse (parish) est l'équivalent de la subdivision appelée « comté » (county) dans les autres États ou borough en Alaska ; il en fut de même dans les basses terres de Caroline du Sud jusqu'au XIXe siècle.

### France
En dehors des villes, qui avaient un statut particulier, la paroisse constitua, jusqu'à la Révolution, la plus petite entité du maillage territorial du royaume de France et pratiquement la plus importante qu’il y eût sous l’Ancien régime.
À l'origine, les paroisses, subdivisions des diocèses hérités du Bas-empire romain, étaient uniquement des circonscriptions religieuses de l'Église catholique. Les premières avaient été créées et organisées en France par saint Martin de Tours, au IVe siècle. Selon les principes de l'administration ecclésiastique, il fallut d'abord dix maisons pour les constituer les paroisses rurales. Par la suite, l'étendue de leur circonscription s'était d'abord progressivement adaptée aux besoins de la population, par l'intervention des évêques, et s'était ensuite fixée, jusqu'à l'Époque moderne, par les habitudes religieuses et locales.
Il fallut attendre la fin du XIVe siècle pour que, d'institution ecclésiastique, la paroisse devînt une circonscription également civile et administrative, notamment fiscale, parce qu'elle constituait le cadre privilégié par le pouvoir civil pour asseoir sa fiscalité.
Son institution comme municipalité rurale ou communauté de campagne semble s'être généralisée après les lettres patentes de Charles VI, données en 1380 et conférant au duc de Berry, lieutenant général du Languedoc, le pouvoir d'accorder des assemblées aux gens de la campagne. Les paroisses devinrent alors des communautés, représentées par des syndics ou par un maire, que nommaient le plus souvent les seigneurs eux-mêmes. Les chartes de ces communautés étaient relatives aux places et marchés à établir, aux pâturages et biens communaux ou aux usages des bois et forêts. Ne possédant aucune juridiction, leur forme principale d'organisation consistait dans l'assemblée générale des habitants, convoqués au son de la cloche et à l'issue de la messe paroissiale pour délibérer relativement aux intérêts communs, sur la proposition du maire ou d'un syndic.
En matière civile et administrative, la paroisse remplit dès lors, sur le territoire de la paroisse religieuse, les fonctions actuellement dévolues à la commune : elle tenait les registres de l’état civil et estait en justice.
En matière fiscale, tandis que la paroisse religieuse se limitait au territoire dans lequel s’exerçait l’autorité ecclésiastique d’un curé, la paroisse fiscale constituait le cadre de l’imposition à laquelle était assujettie une communauté d’habitants solidaire devant l’impôt. Au cours d'assemblées de paroisse rassemblant les chefs de famille de la paroisse, qui pouvaient être des veuves, les paroissiens répartissaient les impôts sur chaque foyer et désignaient chaque année les collecteurs. À la fin du XVIIIe siècle, c'est à la paroisse qu'il revenait de tenir les rôles et les tarifs de vingtième. On constate d'ailleurs, à cette époque, que les notions de paroisse fiscale et ecclésiastique ne coïncidaient plus tout à fait, et qu'il n’était pas rare que plusieurs collectes formassent une seule paroisse ecclésiastique – et vice-versa.
À la Révolution, les paroisses civiles cédèrent leurs fonctions aux communes, créées par le décret de l'Assemblée nationale constituante du 14 décembre 1789, proclamé par le roi le 28 décembre 1789, supprimant et abolissant « les municipalités actuellement subsistantes en chaque ville, bourg, paroisse ou communauté, sous le titre d'hôtels-de-ville, mairies, échevinats, consulats, & généralement sous quelque titre & qualification que ce soit ».
Aujourd’hui, le système de paroisse continue d’être utilisé en France par l’Eglise catholique pour le découpage du territoire et l’organisation de ses juridictions.

### Grenade
- Paroisses civiles de la Grenade ;

### Irlande
- Paroisses civiles (en) d'Irlande

### Jamaïque
- Paroisses civiles de la Jamaïque ;

### Lettonie
- Paroisses civiles de Lettonie ;

### Montserrat
- Paroisses civiles de Montserrat ;

### Portugal
- Paroisses civiles du Portugal, appelées freguesias ;

### Royaume-Uni
- Paroisses civiles d’Angleterre et d’Écosse, au Royaume-Uni ;

### Dépendances de la couronne britannique
- Paroisses civiles de l'Île de Man ;
- Paroisses civiles des îles Anglo-Normandes, dans les bailliages de Jersey et de Guernesey avec les îles de Sercq et d'Aurigny ;

### Saint-Christophe-et-Niévès
- Paroisses civiles de Saint-Christophe-et-Niévès ;

### Saint-Vincent-et-les-Grenadines
- Paroisses civiles de Saint-Vincent-et-les-Grenadines ;

### Suède
- Paroisses civiles de la Suède, appelées socken ;

### Venezuela
- Paroisses civiles des États du Venezuela.